# Luckauer Torturm w Beeskow
Luckauer Torturm w Beeskow (także niem. Luckauer Turm, pot. Dicker Turm, czyli „Gruba Wieża”) – najwyższa wieża (bramna) murów miejskich w Beeskow. Jedyna zachowana wieża bramna miasta.
Wieża ma wysokość 24 metry (80 stóp). Zwieńczona jest murem z krenelażem i ośmiobocznym dachem ostrosłupowym. W przeszłości była kilkukrotnie obniżana. Jako element dekoracyjny obiektu występuje fryz w formie siatki w górnej części, pod krenelażem. Z elewacji wieży wystaje wykusz, który mógł być toaletą lub elementem, z którego wylewano smołę i wrzący olej na atakujących. Gdy Beeskow stał się miastem garnizonowym (1729), wieża służyła jako prochownia. W otworze od strony przedpola miasta wisiał niewielki dzwon dawnego kościoła szpitalnego (obecnie w zbiorach Muzeum Biologicznego Historii Lokalnej). Z dokumentów archiwum miasta wynika, że przejście (bramkę) dla pieszych przez wieżę zaplanowano już w 1898, jednak została ona wydrążona dopiero w 1906. W 1957 uprzątnięto zniszczenia wojenne i poszerzono ulicę w bok. W ramach kompleksowego remontu murów miejskich i jego wież (od 1994) zlecono renowację obiektu frankfurckiemu architektowi Christianowi Nülkenowi.
Towarzyszącą wieży bramę (wyposażoną w most zwodzony) rozebrano w 1844. 